# DeCSS
DeCSS ist ein freies Computerprogramm, das in der Lage ist, den Inhalt einer Video-DVD zu dekodieren, die mit dem Content Scramble System (CSS) verschlüsselt ist.
Die auf DeCSS basierende Bibliothek libdvdcss des französischen VideoLAN-Teams wird heute von allen bekannten, quelloffenen DVD-Wiedergabeprogrammen wie MPlayer, VLC oder Xine zur Entschlüsselung von DVDs benutzt.
Der Dokumentarfilm Info Wars zeigt die Kontroverse um DeCSS.

## Entwicklung

Descramble-Algorithmus von DeCSS in C

Der Grund für die später als CSS-Hack bekannt gewordene Entwicklung des Programms war ursprünglich die Unmöglichkeit, eine Video-DVD unter Linux, BeOS oder BSD abzuspielen, obwohl die technischen Voraussetzungen gegeben waren. Zu dieser Zeit gab es keinen Software-DVD-Player für andere Betriebssysteme als Windows und macOS, da man von Seiten der Industrie den Markt für Player auf freien Betriebssystemen als unbedeutend einschätzte, und die CSS-Technologie nicht für quelloffene Software lizenziert wurde.
Reverse-Engineering-Spezialisten verwendeten für ihre Versuche u. a. einen Software-DVD-Player der Firma Xing und extrahierten aus diesem seinen Player-Key, worauf die Firma Xing vom geballten Zorn der DVD-Industrie getroffen wurde, sie hätten ihren Player-Key nur ungenügend abgesichert. Als Gegenargument wurde genannt, eine Software müsse ihren Key zwangsläufig im Speicher halten und sei insofern gegenüber Angriffen anfällig. Andere Gruppen steuerten am 6. Oktober 1999 ein CSS-Modul und Authentication-Keys bei. An diesem Tag postete die Hackergruppe MoRE (Masters of Reverse Engineering), zu der auch der damals 15-jährige Norweger Jon Lech Johansen gehörte, erstmals eine Ankündigung über ihre Software DeCSS, die innerhalb von einigen Sekunden die 408 Zugangsschlüssel „rät“, auf der Mailingliste livid-dev. Ab dem 25. Oktober stand DeCSS auch im Quellcode unter der GPL zur Verfügung, und einige Hacker machten sich an eine Kryptoanalyse von CSS, die zur Aufdeckung schwerwiegender Designfehler in CSS führte. Es wurden auch besondere Primzahlen gebildet, die zur Veröffentlichung geeignet waren und aus denen der Quellcode generiert werden konnte.
Bei DeCSS handelt es sich somit um ein Reverse Engineering zur Herstellung von Interoperabilität, das in den meisten Rechtsordnungen zum damaligen Zeitpunkt legal war (z. B. § 69e UrhG). Mit der Herstellung von nicht autorisierten Kopien hat es nichts zu tun, da CSS diese gar nicht verhindert.

## Rechtliche Situation
In Norwegen durchsuchte die Polizei die Wohnung des mutmaßlich an der Entwicklung von DeCSS beteiligten Jon Johansen und beschlagnahmte dessen Computerausrüstung sowie dessen Mobiltelefon, da er unvorsichtigerweise rückentwickelte Software unter seinem Realnamen gepostet hatte. Der Programmierer wurde nach einer Anzeige der CCA von der norwegischen Staatsanwaltschaft, die zwei Jahre Gefängnis und eine Geldstrafe forderte, für die Entwicklung des Programms angeklagt. Der Prozess endete im Dezember 2002 erstinstanzlich mit einem Freispruch, da Johansen einerseits nur die Benutzeroberfläche zu DeCSS geschrieben hatte und andererseits das Umgehen von Kopierschutzmaßnahmen für private Zwecke in Norwegen nicht strafbar ist. Der eigentliche Dekodier-Algorithmus in DeCSS kam von einem unbekannten MoRE-Hacker aus Deutschland. Der Freispruch für Jon Johansen wurde in zweiter Instanz bestätigt. Die Kläger verzichteten auf eine Berufung vor dem Obersten Gericht in Norwegen. Die beiden Instanzen sprachen den Norweger frei, da sie das Kopieren und Speichern von DVD-Filmen auf die eigene Festplatte für legal erachten.
Die DVD Copy Control Association (CCA) verklagte auch die Betreiber von Websites, die DeCSS anboten, wegen Verstoßes gegen den Geschäftsgeheimnisschutz und die Motion Picture Association of America (MPAA) diese wegen Verstoßes gegen das Umgehungsverbot von Rechtekontrollsystemen nach dem damals jüngst novellierten US-Copyright-Gesetz von Websites. In einer ersten Entscheidung im Dezember 1999 lehnte es ein kalifornisches Gericht ab, eine einstweilige Verfügung gegen die Site-Betreiber zu verhängen. Doch im Januar 2000 revidierte der Richter sein Urteil. Auch ein Gericht in New York gab der MPAA-Klage gegen drei Websites statt. Im August 2000 entschied ein Bezirksgericht in New York, dass ein weiterer Webseitenbetreiber DeCSS nicht mehr zugänglich machen und auch nicht auf andere Sites linken darf, die es weiterhin anbieten. Im Mai 2001 ging das New Yorker Verfahren in die zweite Berufungsinstanz. Die Rektorin des Rechtsinstituts der Stanford University sprach sich darin für Redefreiheit und den Schutz gemeinfreier Güter aus.
Die juristischen Angriffe gegen diejenigen, die DeCSS zugänglich machen, lösten eine Welle der Empörung aus. Rechtsgelehrte und Informatiker schalteten sich mit Expertisen gegen die Vorwürfe ein. Die Kosten der Verteidigung wurden von der Electronic Frontier Foundation (EFF) übernommen, die durch die Klage das Grundrecht auf freie Meinungsäußerung gefährdet sah. Unterstützung kam auch vom Berkman Center for Internet and Society der Harvard Law School, das eine Gefahr darin sah, dass digitalisierte Inhalte auf diese Weise dem öffentlichen Diskurs entzogen werden.
In Deutschland ist die Umgehung von Kopierschutztechnologien (im Gesetzestext als technische Schutzvorkehrung bezeichnet) seit der Novellierung des Urheberrechts vom 13. September 2003 gemäß § 95a UrhG illegal, allerdings nur, wenn diese Technologien „wirksam“ sind und die Umgehung nicht ausschließlich zu Privatzwecken durchgeführt wird; nach geltendem Recht ist in Deutschland sowohl das Anbieten, die Verbreitung und die Verwendung von so genannter „Umgehungssoftware“ ebenso strafbar wie Anleitungen zur Umgehung eines wirksamen Kopierschutzes. Bei CSS handelt es sich um eine Schutzvorrichtung, so dass DeCSS nach deutschem Recht als illegal angesehen wird. Zweifel können allerdings an der Wirksamkeit bestehen, da der Mechanismus schon seit geraumer Zeit entschlüsselt ist. So entschied im Jahr 2007 ein finnisches Gericht, dass CSS nicht „wirksam“ im Sinne des finnischen Rechts sei; letzteres beruht auf derselben EG-Richtlinie wie auch § 95a des deutschen UrhG, weshalb eine ähnliche Entscheidung in Deutschland möglich erscheint. Einstweilen wird jedoch davon ausgegangen, dass DeCSS gegen deutsches Recht verstößt. Vertreter der Musikindustrie recherchieren nach entsprechenden Urheberrechtsverstößen im Internet und mahnen vorgebliche Verstöße mit Streitwerten von 50.000 bis 100.000 Euro ab. Trotzdem gibt es bis dato keine Urteile, da die Filmindustrie anscheinend nicht gegen die Masse der Privatanwender vorgehen will.

## Belege
1. ↑  Primes.utm.edu
2. ↑  heise news: Finnisches Gericht hält DVD-Kopiersperre für "unwirksam"